# Дистанов, Урал Галимзянович
Урал Галимзянович Дистанов (род. 1927) — учёный-геолог, лауреат премии имени С. С. Смирнова (1994).

## Биография
Родился 28 февраля 1927 года.
С 1948 года работает в Центральном научно-исследовательском институте геологии нерудных полезных ископаемых, где прошёл путь от лаборанта до заместителя директора по науке и главного научного сотрудника.

## Научная деятельность
Основные труды посвящены вопросам кремненакопления в земной коре, эволюции кремния в истории Земли, его источникам, способам осаждения и трансформации и, в итоге, — геологии и закономерностям формирования месторождений диатомитов, опок, трепелов, кварцевых песков.
Создатель геолого-геохимических моделей кремненакопления для различных генетических типов бассейнов, обосновал геолого-промышленные типы месторождений опал-кристобалитовых пород, критерии их прогноза и поисков.
Изучал геологию, стратиграфию, литологию и минералогию палеогеновых отложений Поволжья, юга России, Украины, Урала, Западной Сибири, Казахстана, Дальнего Востока.
Соавтор карты палеоцена и эоцена для «Атласа литолого-палеогеографических карт СССР».
На основе разработанных им моделях осадочных палеобассейнов прогнозируются и ведется поиск месторождений неметаллических полезных ископаемых — опал-кристобалитовых пород, кварцевых песков, фосфоритов, глауконитов, известняков, гипса, монтмориллонитовых глин.
По его рекомендациям были разведаны Килачевское и Каменноярское месторождения опок в Свердловской и Астраханской областях, открыты и разведаны Красногуляйское и Лукьяновское месторождения кварцевых формовочных песков в Ульяновской области.
Принимал непосредственное участие в разведке и изучении Ямашинского месторождения глин для буровых растворов, курировал разведку и изучение Татарско-Шатрашанского месторождения цеолитсодержащих пород в Республике Татарстан.
Автор более чем 270 опубликованных научных работ, 13 монографий, 15 авторских свидетельств.
Работал ученым секретарем Президиума КФ АН СССР, экспертом ООН по геологии и разведке месторождений нерудного сырья, неоднократно избирался в местные выборные органы, участвовал с докладами в международных совещаниях и конгрессах.

## Награды
- Орден «Знак Почёта»
- Премия Совета Министров СССР
- Медаль ордена «За заслуги перед Отечеством» II степени
- Премия имени С. С. Смирнова (совместно с К. Р. Ковалевым, за 1994 год) — за серию работ «Геология и генезис гидротермально-осадочных колчеданно-полиметаллических месторождений Западного Забайкалья и Северного Прибайкалья»
- Государственная премия Республики Татарстан в области науки и техники (1998)
- Заслуженный деятель науки и техники Татарской АССР
- Почётный разведчик недр